# Extraction (película de 2015)
Extraction (conocida bajo su título original en España y como Rescate suicida en Hispanoamérica) es una película de acción y suspenso estadounidense de 2015 dirigida por Steven C. Miller y escrita por Umair Aleem. La película está protagonizada por Kellan Lutz, Bruce Willis, Gina Carano, D. B. Sweeney, Dan Bilzerian y Steve Coulter. La película fue lanzada el 18 de diciembre de 2015, en un estreno limitado, y a través de video bajo demanda por Lionsgate Premiere.

## Argumento
Un exagente de la CIA es secuestrado por un grupo de terroristas. Cuando su hijo se entera de que no hay ningún plan para salvar a su padre, lanza su propia operación de rescate.

## Reparto
- Kellan Lutz como Harry Turner.
- Bruce Willis como Leonard Turner.
- Gina Carano como Victoria Phair.
- D. B. Sweeney como Ken Robertson.
- Dan Bilzerian como Higgins.
- Steve Coulter como Theodore Sitterson.
- Christopher Rob Bowen como Nick Purvis.
- Joshua Mickel como Drake Chivu.
- Nicholas M. Loeb como Vinn Chivu.
- Summer Altice como Denise.
- Lydia Hull como Kris.
- Tyler Jon Olson como Darryl.
- Richie Chance como John.
- Lindsey Pelas como Stephine.

## Producción
El 20 de enero de 2015, se anunció que Bruce Willis protagonizaría la película, y Steven C. Miller dirigiría la película basada en el guion de Umair Aleem. Emmett/Furla Oasis Films de Randall Emmett y George Furla producirían junto con Aperture Entertainment de Adam Goldworm.
El rodaje de la película comenzó el 9 de febrero de 2015 en Mobile, Alabama. La grabación fue finalizada el 15 de marzo de 2015.

## Lanzamiento
La película fue lanzada el 18 de diciembre de 2015, en un estreno limitado, y a través de video bajo demanda por Lionsgate Premiere.
Extraction fue lanzado en DVD y Blu-ray en los Estados Unidos el 23 de febrero de 2016.

## Recepción crítica
Rotten Tomatoes le otorga una calificación de 6% basada en 18 reseñas y un puntaje promedio de 3.23/10. Metacritic la calificó con 25 de 100 según seis reseñas, lo que indica «reseñas generalmente desfavorables».